# Faith Ringgold
Faith Ringgold, urodzona jako Faith Willie Jones (ur. 8 października 1930 w Harlemie w Nowym Jorku, zm. 13 kwietnia 2024 w Englewood) – amerykańska artystka, malarka, performerka, działaczka na rzecz praw obywatelskich. Znana głównie z cyklu kołder narracyjnych. W swojej twórczości badała związek patriarchatu, imperializmu i rasizmu.

## Życiorys
Faith Willie Jones przyszła na świat w nowojorskim Harlemie 8 października 1930 roku jako trzecie dziecko Andrew Louisa Jonesa oraz Willie Posey Jones. Faith znaczną część swojego wczesnego dzieciństwa spędziła przykuta do łóżka przewlekle chorując na astmę. Jej pocieszeniem w chorobie stały się rysunki, które tworzyła dzięki materiałom zapewnionym przez matkę. Willie Posey Jones, projektantka mody, nauczyła córkę szycia i kreatywnej pracy z tkaninami; bardzo ceniła artystyczną ekspresję, tworząc tym samym dogodne warunki dla twórczego rozwoju przyszłej artystki. Mimo że Ringgold urodziła się dziesięć lat po złotej dekadzie tzw. renesansu harlemskiego dorastała z jego dziedzictwem. Historie o przodkach artystki – niewolnictwie jej praprababci – były bardzo bolesne, jednak stały się impulsem dla jej pracy twórczej. Przez cały okres liceum interesowała się sztuką, wiążąc z nią swoją przyszłość.
W 1950 roku poślubiła muzyka Roberta Wallace’a. W 1952 roku urodziła dwie córki – jedną w styczniu, drugą zaś w grudniu. Kilka lat później artystka rozwiodła się ze swoim pierwszym mężem, z powodu uzależnienia Wallace’a od heroiny. W połowie lat 50. zaczęła nauczać plastyki w nowojorskich szkołach publicznych, pracując w ten sposób do lat 70. XX wieku. W 1959 roku uzyskała tytuł magistra w dziedzinie sztuk wizualnych w City College w Nowym Jorku. Na początku lat 60. XX wieku podróżowała po Europie czerpiąc inspiracje dla swojej sztuki. W 1962 roku wyszła za Burdette'a Ringgold'a. Na przełomie 1969–1970 roku brała udział w licznych demonstracjach i protestach przeciwko corocznej, nowojorskiej wystawie w Whitney Museum w grudniu 1969 roku, na której wystawiono prace 143 tylko białych artystów, a wśród nich zaledwie ośmiu kobiet. Demonstracje doprowadziły do założenia przez Ringgold Women Students and Artists for Black Art Liberation – organizacji przeciwko zinstytucjonalizowanemu rasizmowi i seksizmowi.

## Twórczość

### Lata 60. XX wieku
W latach 60. XX wieku tworzy cykl malarski Amerykanie (1963–1967) – uproszczone, płaskie, silnie skontrastowane przedstawienia figuratywne, dla których inspiracje formalną mógł stanowić realizm lat 30. XX wieku w wydaniu Bena Shahna czy Jacoba Lawrence'a. Sama tematyka cyklu powstaje pod wpływem książek Jamesa Baldwina i Amiriego Baraki. Cykl jest również komentarzem dla ówczesnej sytuacji społeczno-politycznej, porusza także kwestie ruchu na rzecz praw obywatelskich. Okres lat 60. odzwierciedla dojrzałość twórczą artystki, jej świadomość polityczną oraz silne zainteresowanie afrykańską sztuką i historią. Najbardziej znanym elementem cyklu jest obraz Amerykanie #20: Umieranie (1967) – płótno ukazujące ówczesne zamieszki na tle rasowym, inspirowane Guernicą (1937) Picassa. Artystka debiutuje w 1967 roku pierwszą, indywidualną wystawą w Spectrum Gallery w Nowym Jorku, na której prezentuje cykl Amerykanie.

### Lata 70. XX wieku
Z początkiem lat 70. XX wieku poszukiwania artystyczne Ringgold zaczęły podążać w nowym kierunku. Znaczący wpływ wywarła na nią kolekcja malarstwa tybetańskiego, którą poznała podczas wizyty w Rijksmuseum w Amsterdamie. Wtedy przejęła zbliżone elementy formalne do swoich prac. W tym czasie zainteresowała się realiami życia oraz pozycją kobiet. Porzucenie pracy nauczycielki pozwala Ringgold na artystyczne poszukiwania i eksperymenty z nowymi dla niej mediami. Twórczyni odrzuciła klasyczne malarstwo sztalugowe na rzecz malowania na jedwabiu, rzeźb portretowych w cyklu zatytułowanym Harlem, masek inspirowanych sztuką afrykańską, performansu i rzeźby miękkiej. Angażowała się również politycznie tworząc plakaty popierające Czarne Pantery i Angelę Davis. W tym okresie często prowadziła wykłady na konferencjach dotyczących sztuce feministycznej.

### Lata 80. XX wieku
W latach 80. XX wieku rozpoczęła pracę nad kultowym cyklem tzw. „kołder narracyjnych” (narrative quilts). W latach 1985–1986 stworzyła dzieło Przemiana: Kołdra opowiadająca o zrzuceniu 100 funtów wagi przez Faith Ringgold, na której przedstawiła około 20 lat przybierania oraz tracenia na wadzę, tworząc opowieść o swoim życiu i wizualny zapis zmian jakim uległo jej ciało - od dzieciństwa, przez macierzyństwo do czasów kariery artystycznej. W pracy nad „kołdrami” często współpracowała ze swoją matką.

### Lata 90. XX wieku
W 1990 zaczęła pracę nad cyklem kołder Kolekcja francuska. W cyklu Willia Marie Simone, alter ego Ringgold, podróżuje po Francji odwiedzając muzea, atelier oraz spotykając mistrzów i mistrzynie ówczesnej sztuki i literatury – takich jak Gertrude Stein czy Vincent van Gogh.

## Wybrane wystawy
- 1967: Wystawa indywidualna, Spectrum Gallery w Nowym Jorku